# Alpova austroalnicola
Alpova austroalnicola är en svampart som beskrevs av L.S. Domínguez 2005. Alpova austroalnicola ingår i släktet Alpova och familjen Paxillaceae.   Inga underarter finns listade i Catalogue of Life.